# Хозяйка дома Риверсов
«Хозяйка дома Риверсов» (англ. The Lady of the Rivers) — исторический роман британской писательницы Филиппы Грегори, рассказывающий о Жакетте Люксембургской. Был впервые опубликован в 2011 году.

## Сюжет
Действие романа происходит в XV веке. Центральная героиня — Жакетта Люксембургская, французская аристократка, которая вышла за английского принца Джона Ланкастерского, герцога Бедфорда, а позже совершила мезальянс — стала женой простого рыцаря Ричарда Вудвилла. Во втором браке Жакетта родила 14 детей. Её дочь Елизавета вышла за короля Эдуарда IV, благодаря чему вся семья возвысилась.

## Оценки
Рецензент Publishers Weekly написал о «Хозяйке дома Риверсов»: «Грегори изображает энергичных женщин, конфликтующих с могущественными мужчинами, наделяя отдаленные исторические события драматизмом, а личности давно умерших или придуманных людей — реальными недостатками и грандиозными эмоциями»; автор «оживляет историю для читателей (в основном женщин), придавая достоверность упорным слухам, которые академические историки (в основном мужчины) отмели».
Журнал AudioFile присудил награду за запись аудиокниги по этому роману Грегори, назвав историю «потрясающей» и высоко оценив работу рассказчицы Бьянки Амато.